# Joachim Schlüter
Joachim Schlüter (* 15. September 1968 in Lüneburg) ist ein deutscher Komponist für Filmmusik.

## Leben
Schlüter erhielt im Alter von sechs Jahren Klavierunterricht, später kam Gitarre dazu. Von 1988 bis 1991 studierte er Musik an der Hochschule für Musik und Theater Hamburg.
Zu seinen bekanntesten Arbeiten gehört die Musik zu dem Kinofilm Ich bin dann mal weg.
Er lebt und arbeitet in Hamburg.

## Filmografie
- 1999: Käpt’n Blaubär – Der Film
- 2002: Hilfe, ich bin ein Junge!
- 2010: Hanni & Nanni
- 2012: Hanni & Nanni 2
- 2012: Nur eine Nacht
- 2013: Hanni & Nanni 3
- 2013: Der fast perfekte Mann
- 2015: Ich bin dann mal weg
- 2017: Steve Harvey’s Funderdome